# It’s Hard out Here for a Pimp
It’s Hard out Here for a Pimp ist ein Hip-Hop-Lied von Three 6 Mafia und Cedric "Frayser Boy" Coleman. Das Rap-Lied wurde für den Film Hustle & Flow geschrieben. Bei der Oscarverleihung 2006 gewann es den Oscar für das beste Filmlied.

## Veröffentlichung
Während das Lied im Film und auf dem Soundtrack von "Djay" (Terrence Howard) mit Taraji P. Henson als Background gesungen wurde, sangen es in der Oscar-Nacht 2006 Mitglieder von Three 6 Mafia mit Taraji P. Henson als Background-Sängerin. Diese Performance war die erste Hip-Hop-Performance bei den Oscars.
Eine etwas abweichende Version wurde von Three 6 Mafia als Bonustrack zu dem Album Most Known Unknown veröffentlicht. Es handelt sich um eine Version von Three 6 Mafia featuring Paula Campbell.

## Hintergrund
Als Craig Brewer das Drehbuch zu Hustle & Flow geschrieben hatte schlugen ihm Studiobosse in Hollywood Westcoast-Rap-Künstler vor. Er hatte aber Dirty-South-Rap im Kopf. Erst als er John Singleton als Produzenten gewann, konnte das umgesetzt werden. Singleton gewann Three 6 Mafia den Soundtrack zu schreiben. It’s Hard out Here for a Pimp entstand hierbei. Das Lied und der Film waren ein wichtiger Durchbruch für Dirty-South-Hip-Hop.
Es war auch das erste Mal, dass eine Hip-Hop-Gruppe den Oscar gewann und nach Eminems Lose Yourself aus 8 Mile überhaupt erst das zweite Hip-Hop-Lied, das einen Oscar gewann.

## Rezeption
Der Oscar-Gewinn 2006 galt als große Überraschung. Teilweise wird kritisiert, dass die Filmsongs von Brokeback Mountain ungerechtfertigterweise nicht nominiert wurden. Es wurde inhaltlich kritisiert, dass diese Oscarverleihung Afroamerikaner wiedereinmal als „ignorant, hypersexual, subservient, or criminal“ darstelle. Rolando Rodriguez schrieb für die Houston Press, It’s Hard out Here for a Pimp sei seine Wahl, um das erste Jahrzehnt des 21. Jahrhunderts musikalisch zu definieren.

## Ehrungen
- Oscar das Lied gewann in der Rubrik Best Original Song den Oscar gegen In the Deep aus L.A. Crash von Michael Becker, Kathleen York und Travelin' Thru aus Transamerica von Dolly Parton. Es war seit 1988 das erste Mal, dass nur drei Lieder nominiert waren.[8]